# 井上良矩
井上 良矩（いのうえ よしのり）は、江戸時代中期から後期の武士、相良藩士。通称は伊織。

## 経歴
近江国甲賀郡妙感寺の浪人・井上郡太夫の子。延享3年（1746年）当時は幕府小姓組頭だった田沼意次の中小姓として出仕。徒士頭・算用方を経て明和3年（1766年）昇進して家老に取り立てられる。石高は天明6年（1786年）の時点で600石を知行した。意次が権勢を握るとその家老である良矩のそれも「殊更に時めきたり」という有様で、『甲子夜話』には船手頭・向井政香に灸を据えさせ、勘定奉行・松本秀持に灰を払わせていたという話が語られている。
明和4年（1767年）相良藩主となっていた意次に相良城築城の許しが出るとその普請奉行に任じられ、翌年より相良へ下向してその総責任者を務めた。安永9年（1780年）に普請は完了し、その功をもって井上家を永代家老とする黒印状を賜った。
天明8年（1788年）出家。文化4年（1807年）77歳で死去。